# Technische Universität Berlin

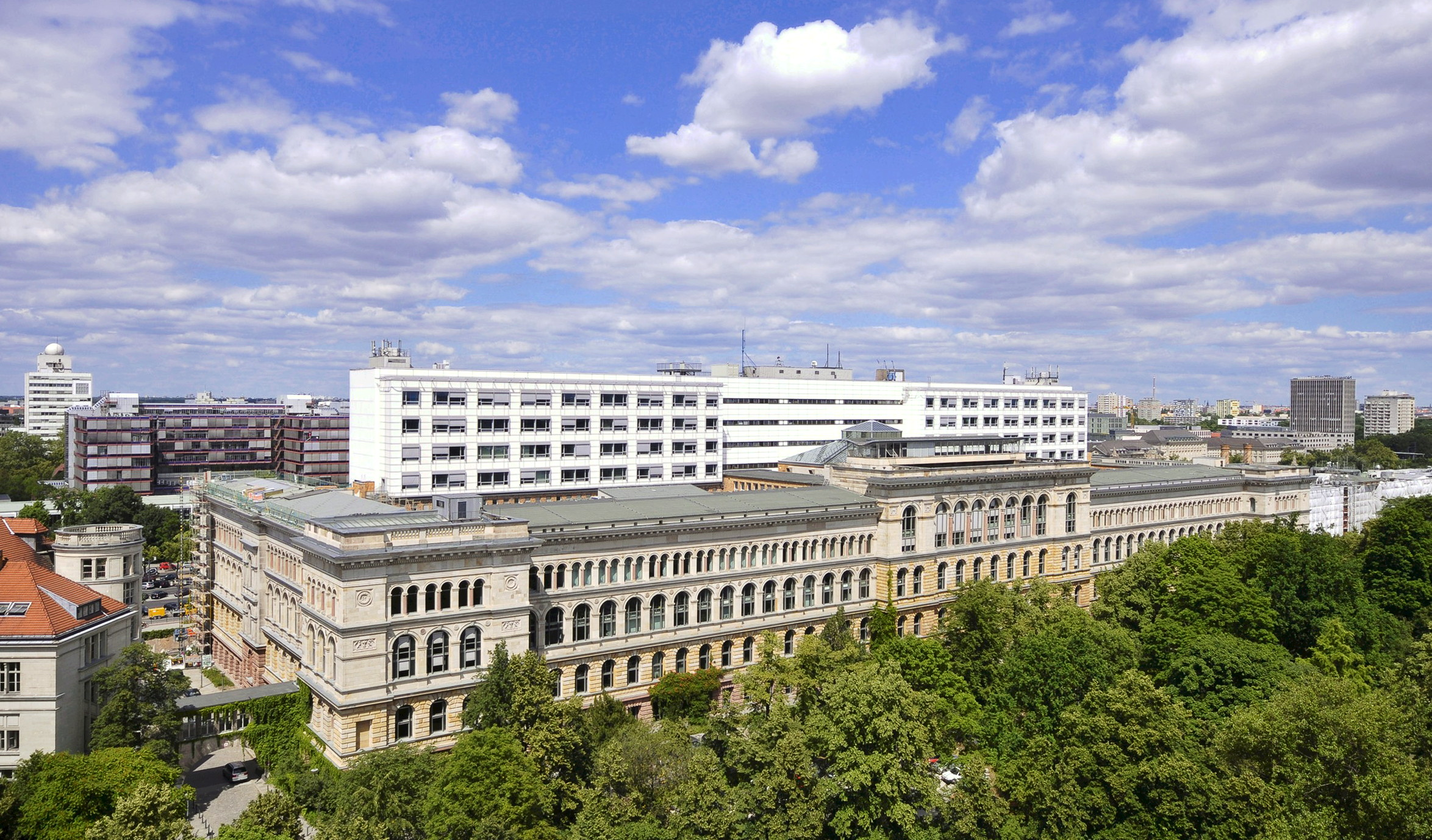
TU Berlins huvudbyggnad

Technische Universität Berlin, TU Berlin, (Berlins tekniska universitet, TU) är ett av Berlins fyra universitet och grundlades den 1 november 1770 som Berg- und hüttenmännisches Lehrinstitut. Universitetet har cirka 30 000 studenter och ligger på Straße des 17. Juni i stadsdelen Charlottenburg.

## Historia
Det första steget till TU Berlin togs i och med grundandet av Berg- und hüttenmännisches Lehrinstitut 1770, senare Bergakademie efter Carl Abraham Gerhards (1738–1821) planer. Den andra föregångaren till dagens universitet var Bauakademie som skapades 13 mars 1799. En föregångare var École de génie et d'architecture. År 1821 skapades sedan Technische Schule, från 1827 under namnet Königliches Gewerbe-Institut (ungefär "kungliga slöjdinstitutet"). Det bytte 1866 namn till Gewerbeakademie ("slöjdakademin"). Dess ledare var från 1868 Franz Reuleaux.

### Technische Hochschule

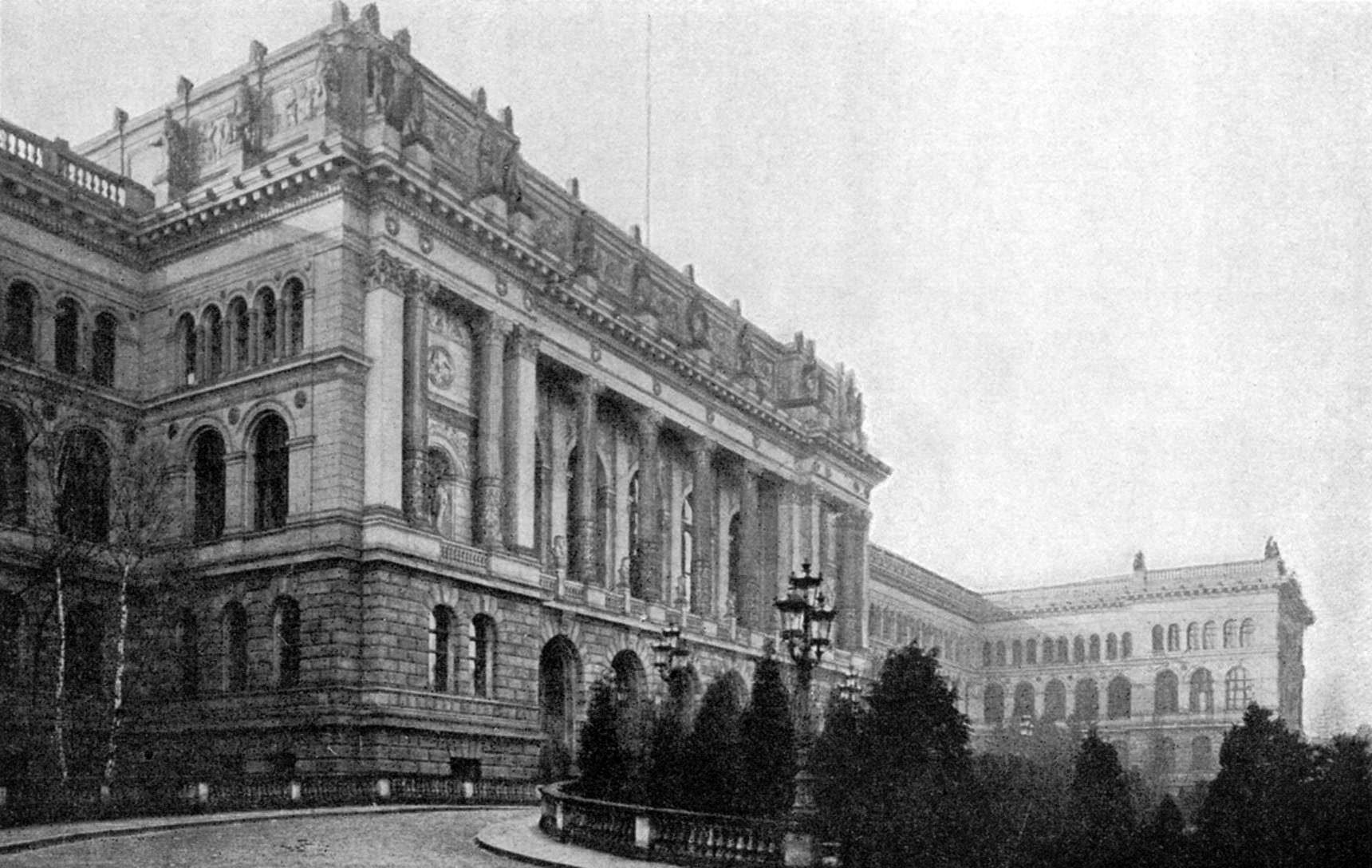
Technische Hochschule Charlottenburg 1895.

År 1879 skapades Technische Hochschule Charlottenburg (Königliche Technische Hochschule) genom att Gewerbeakademie slogs samman med Bauakademie ("byggnadsakademin"). En av de drivande under dessa år var Werner von Siemens som var med och utvecklade elektrotekniken vid högskolan. Vid TU verkade pionjärer inom trådlös kommunikation i Tyskland, Adolf Slaby och Georg Graf von Arco, som senare kom att vara med och grunda Telefunken.
Under 1930-talet läste Konrad Zuse vid TU och under den här perioden utvecklade han sina första datorer. Under 1930-talet fördrevs även många professorer och lärare från universitetet av nazisterna som var ett centrum för Nazitysklands vapenutveckling. Bland dessa fanns Georg Schlesinger, Herbert Freundlich, Bruno Taut, Gustav Hertz, Dennis Gábor och Eugene Wigner. Wigner tilldelades 1963 Nobelpriset och blev 1966 hedersdoktor vid TU Berlin.
Den 20 april 1945 stängdes verksamheten.

### Dagens TU

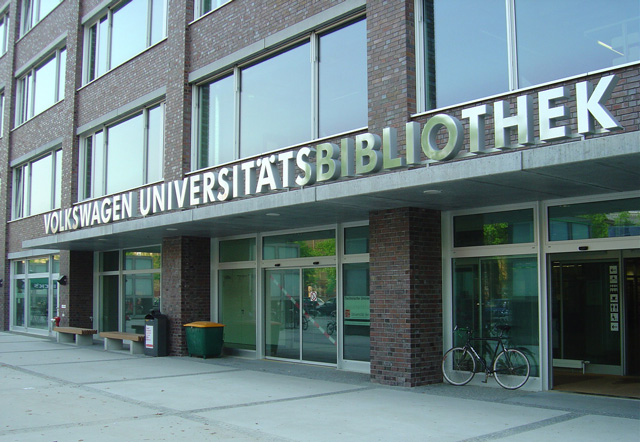
Volkswagen Universitätsbibliothek på Franklinstrasse 88 delas av TU och Universität der Künste.

Efter andra världskriget hamnade Charlottenburg i den brittiska sektorn och det blivande Västberlin. Under 1930-talet hade tekniska högskolan varit centrum för Nazitysklands vapenutveckling och som villkor för att få starta verksamheten på nytt ställdes att humaniora skulle finnas med som motvikt till det tekniska. Dagens TU öppnade 9 april 1946. Ett krav för att bli antagen var att man gjort 100 timmar uppröjningsarbete och klarade ett antagningsprov. Av de 1500 som antogs var cirka 100 kvinnor och 100 utländska studenter. Den humanistiska fakulteten grundades 7 mars 1950.
Under 1960- och 1960-talet expanderade universitetet kraftigt, från att ha haft 1500 studenter 1946 hade man 1971 10 000. Under 1960- och 1970-talet fanns en stark proteströrelse på TU som bredvid Freie Universität Berlin var centrum för den tyska studentrörelse som hade sin kulmen 1968 ("68-Bewegung").
1975 förvärvade man Telefunkenhochhaus vid Ernst-Reuter-Platz.
Tangerine Dream spelade sin första konsert i januari 1968 i TU Berlins matsal.
Technische Universität Berlin ingår sedan 2001 i samarbetet TU 9.

## TU Berlins byggnader
1878-1884 byggdes en huvudbyggnad i italiensk renässansstil. Delar förstördes under andra världskrigets bombningar. En del av huvudbyggnaden från 1879 restaurerades. Universitetet har byggts ut ett flertal gånger efter 1946, bl.a. dagens huvudbyggnad från 1960-talet.

## Kända TU-medarbetare och studenter (urval)

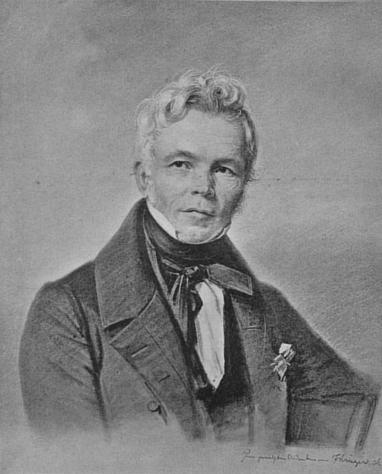
Karl Friedrich Schinkel, arkitekt
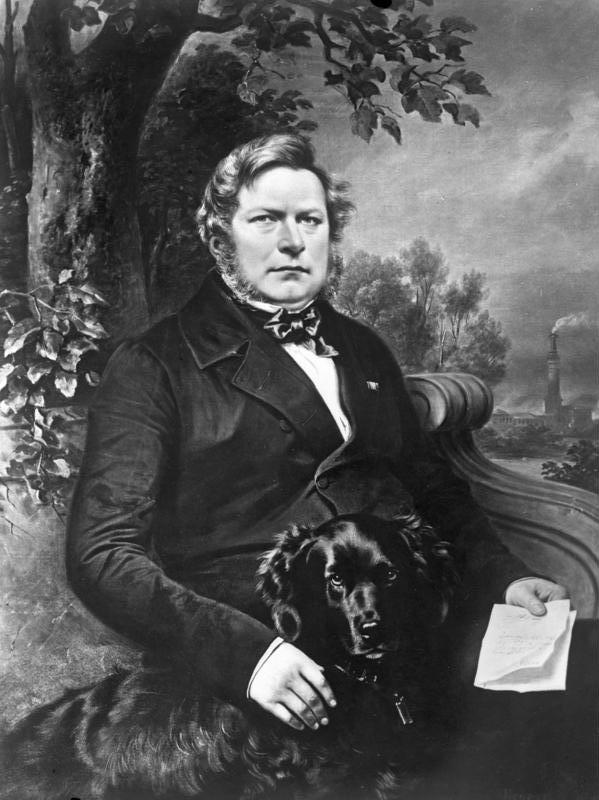
August Borsig, företagare
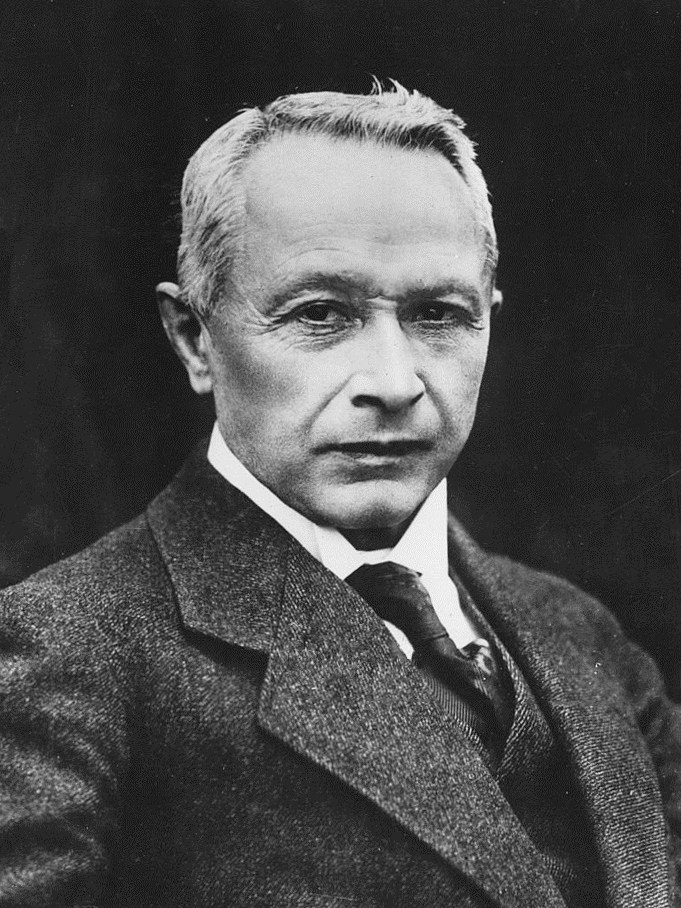
Hugo Junkers, ingenjör
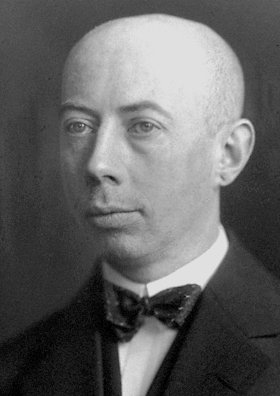
Gustav Hertz, Nobelpris i fysik
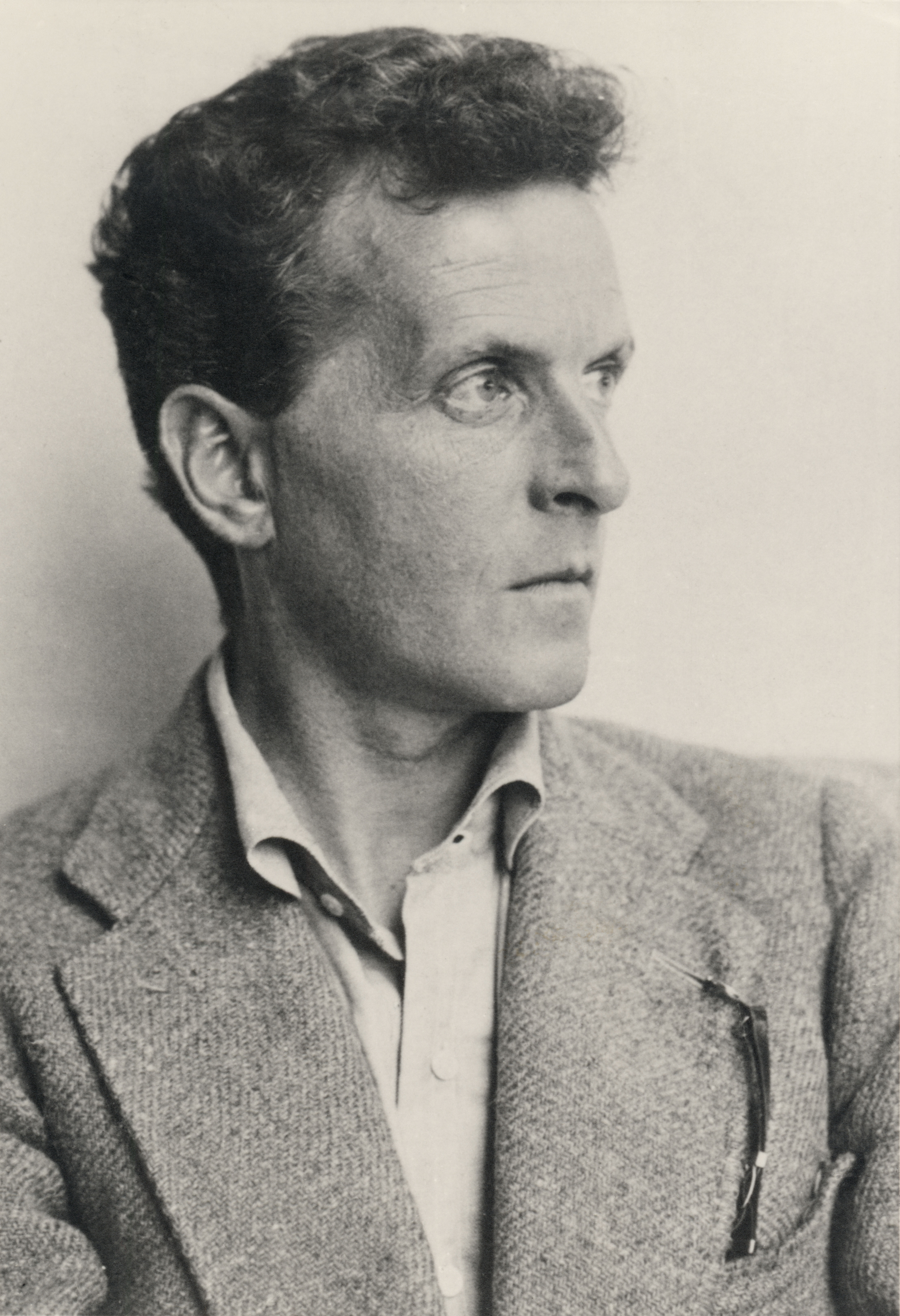
Ludwig Wittgenstein, filosof
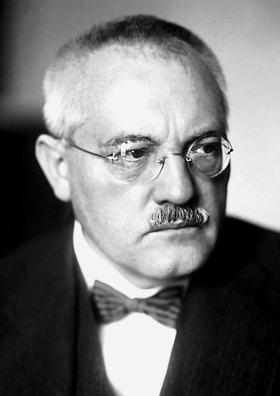
Carl Bosch, Nobelpris i kemi
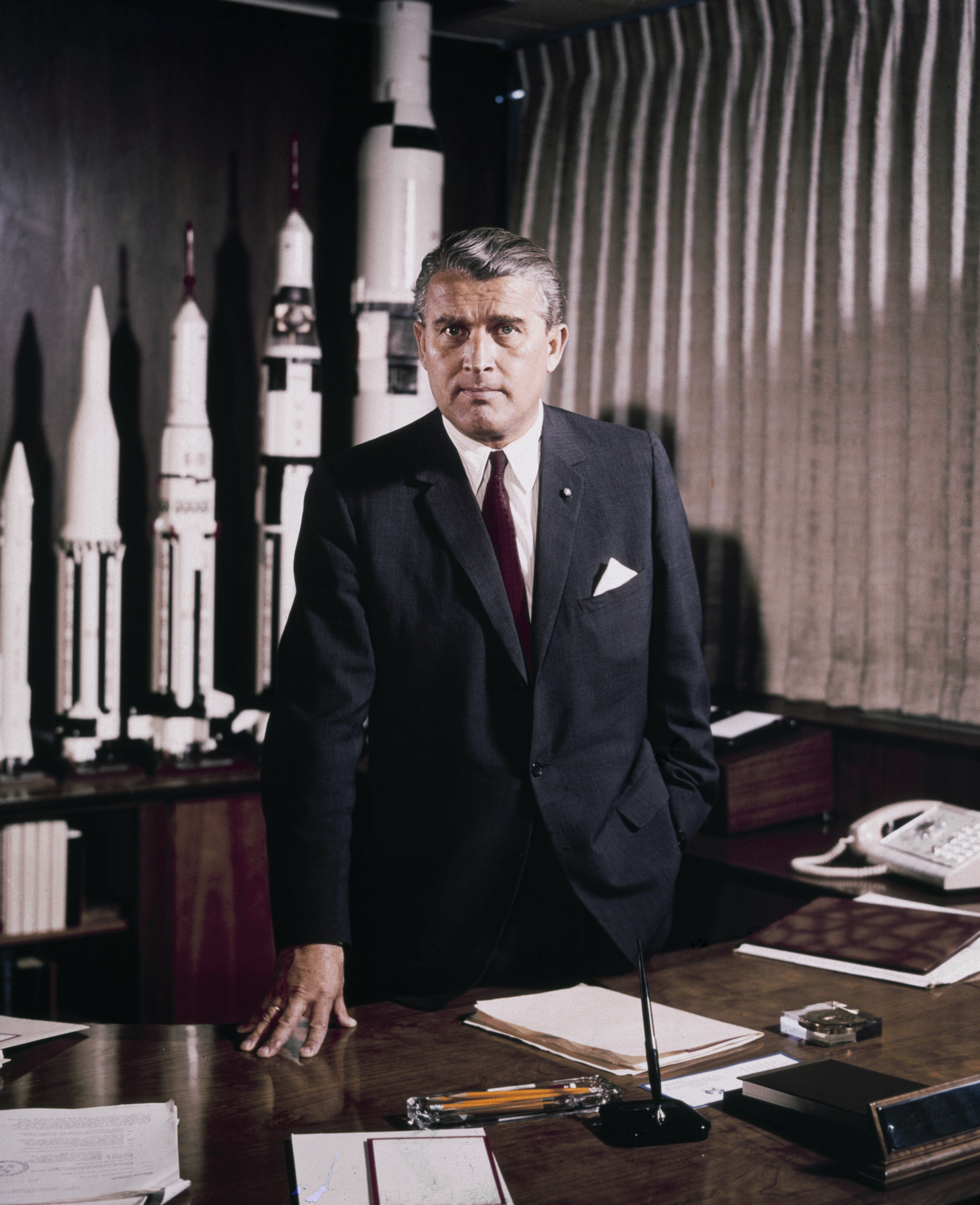
Wernher von Braun, raketkonstruktör
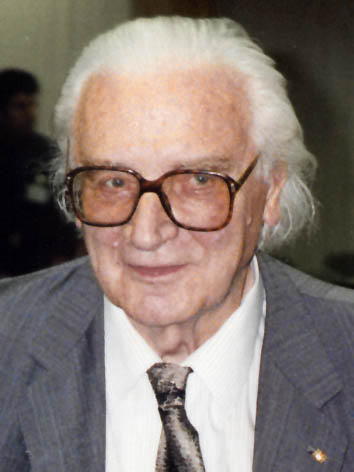
Konrad Zuse, ingenjör i datavetenskap

## Kommunikationer
| Linje | Station            |
|       | Ernst-Reuter-Platz |